# Pinsà trompeter

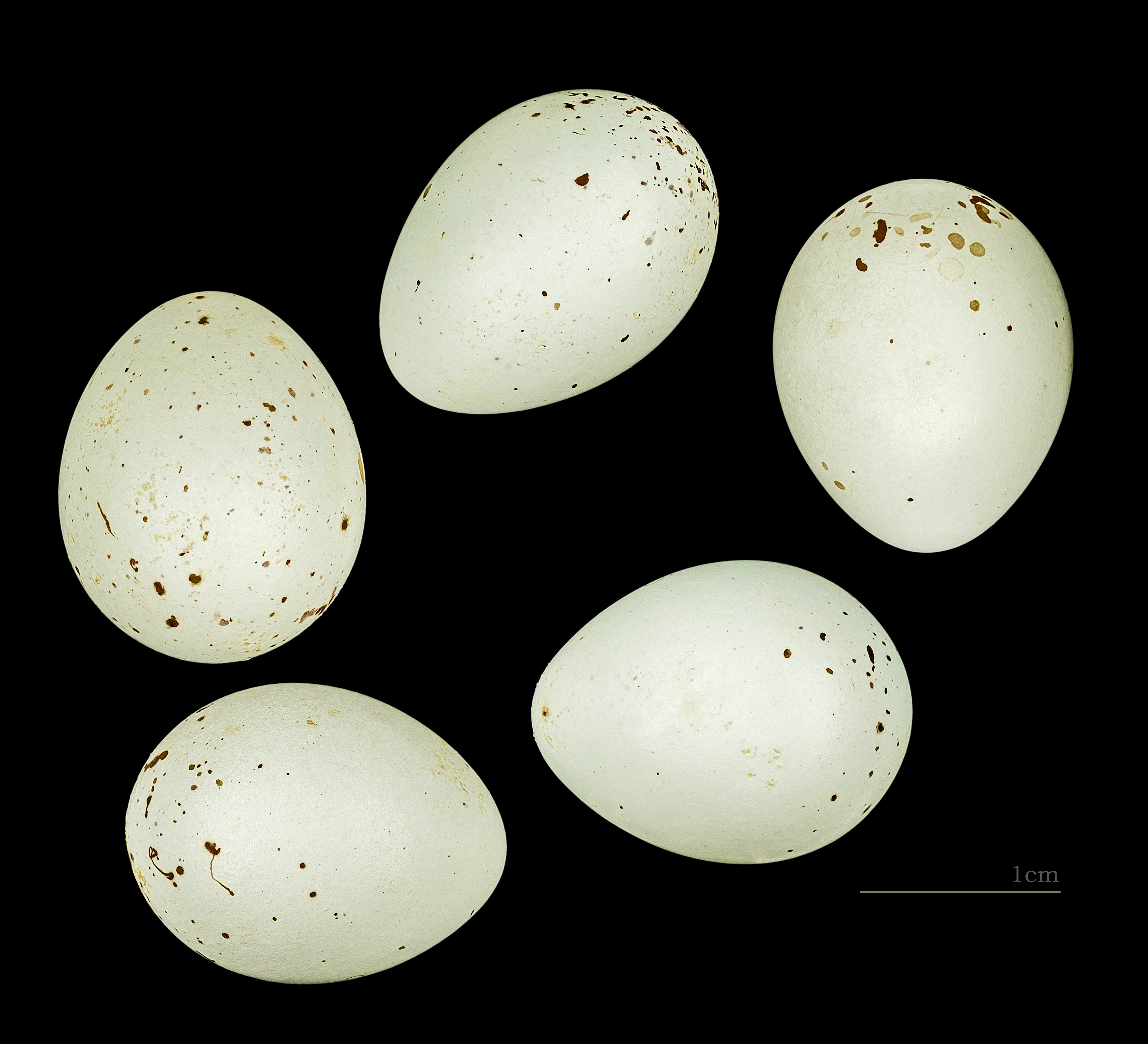
Bucanetes githagineus amantum

El pinsà trompeter (Bucanetes githagineus) és una espècie d'ocell de la família dels fringíl·lids (Fringillidae) que habita zones pedregoses àrides de les Illes Canàries, sud-est de la península Ibèrica, i des de Marroc, Sàhara Occidental i Mauritània, cap a l'est, a través de Mali, Nigèria i Txad fins a Egipte i nord del Sudan, i al Pròxim Orient, a Israel i cap al sud a la Península Aràbiga i cap a l'est, a través d'Orient Mitjà fins a Tadjikistan, est del Kazakhstan, sud-oest de Sibèria i nord del Pakistan.